# Corrado Frera
Corrado Frera (Kreuznach, 23 marzo 1859 – Milano, 20 marzo 1941) è stato un imprenditore italiano, fondatore della Frera.

## Biografia
Nato da famiglia d'origine francese e di religione protestante, nella città natale di Kreuznach gestiva un negozio-laboratorio di giocattoli dal 1880. Nella prima metà di quel decennio si trasferì improvvisamente a Milano, ottenendo la cittadinanza italiana e subito avviando un negozio per la vendita di pavimenti in linoleum e di articoli in gomma per ciclisti, al civico n.2 di piazza Missori.
Non si hanno notizie in merito al repentino trasferimento, ma è assai probabile che sia avvenuto in seguito alla repressione antifrancese operata dalla Prussia in Alsazia, Lorena e Palatinato, dopo la guerra franco-prussiana.
Le conoscenze sul funzionamento dei meccanismi, acquisite come fabbricante di giocattoli, gli consentirono di ampliare gli orizzonti commerciali verso i nuovi mezzi di locomozione autonoma, dapprima con l'importazione, vendita e riparazione di biciclette e, poi, di motociclette. Negli ultimi anni dell'Ottocento, il negozio-officina di piazza Missori, era divenuto uno dei principali punti di riferimento dei ciclisti e motociclisti milanesi, nel quale si potevano acquistare particolari motocicli con telaio NSU rinforzato, equipaggiati da varie motorizzazioni a scelta, assemblati da Corrado Frera. Per la sua precisione e rigore commerciale era soprannominato "Il tedesco", non sempre con significato benevolo.
Data la grande richiesta, nel 1903 decise di fondare la fabbrica di biciclette Corrado Frera & C. a Tradate, all'epoca in provincia di Como e ben collegata dalla Ferrovie Nord Milano|linea ferroviaria con Milano. Due anni dopo verrà trasformata nella casa motociclistica Società Anonima Frera.
Corrado Frera guidò l'azienda in un veloce processo di autonomia produttiva e nella formazione di una funzionale rete di vendita e manutenzione, fino a farla divenire la principale industria motociclistica italiana, nei primi anni venti, e una delle maggiori d'Europa.
In vista della prima guerra mondiale e durante il conflitto, forse animato da spirito revanchista, impegnò enormemente la sua capacità imprenditoriale nel fornire motocicli e motocarrozzette con mitragliatrice alla truppe italiane.
La crisi economica del 1929 portò la Frera in una grave situazione finanziaria che vide il disaccordo tra Corrado Frera e il consiglio di amministrazione della società, circa il metodo con cui risolvere il problema. Preso atto delle direttive votate a maggioranza, Frera confermò la sostanza del soprannome affibbiatogli, preferendo dimettersi dalla carica di amministratore-presidente e ritirarsi definitivamente dall'azienda, che chiuse nel 1936.